# Gulfija Chanafiejewa
Gulfija Chanafiejewa (Гульфия́ Раи́фовна Ханафе́ева; ur. 12 czerwca 1982) – rosyjska lekkoatletka, specjalizująca się w rzucie młotem, była rekordzistka świata.
Chanafiejewa pojawiła się w czołówce list światowych w 2004, kiedy zaczęła rzucać powyżej 70 m. 12 czerwca 2006 pobiła rekord świata swojej rodaczki Tatiany Łysenko wynikiem 77,26 m. Rekord ten utrzymała zaledwie 12 dni, dopóki nie odebrała jej go ponownie Łysenko rzucając na odległość 77,41 m.
Na mistrzostwach Europy w Göteborgu w 2006 zdobyła srebrny medal za Łysenko.
Tydzień przed rozpoczęciem igrzysk olimpijskich w Pekinie (2008) Międzynarodowe Stowarzyszenie Federacji Lekkoatletycznych (IAAF) wykluczyło ze startu Gulfiję Chanafiejewę i sześć innych reprezentantek Rosji (biegaczki - Tatiana Tomaszowa, Julija Fomienko, Swietłana Czerkasowa, Jelena Sobolewa i Olga Jegorowa oraz mistrzynie Europy w rzucie dyskiem Darię Piszczalnikową) za manipulacje z próbkami przeznaczonymi do badań dopingowych. Wszystkie zawodniczki zostały zawieszone i nie mogły wystartować w pekińskich zawodach.
22 lipca 2009 ogłoszono anulowanie wszystkich rezultatów Chanafiejewej uzyskanych od 9 maja 2007 oraz dyskwalifikacje zawodniczki do 30 kwietnia 2011.

## Osiągnięcia
| Rok  | Impreza                  | Miejsce   | Lokata      | Wynik |
| ---- | ------------------------ | --------- | ----------- | ----- |
| 2003 | Uniwersjada              | Daegu     | 2. miejsce  | 65,12 |
| 2005 | Superliga Pucharu Europy | Florencja | 3. miejsce  | 70,06 |
| 2005 | Uniwersjada              | Izmir     | 8. miejsce  | 67,17 |
| 2006 | Zimowy puchar Europy     | Tel Awiw  | 2. miejsce  | 72,01 |
| 2006 | Mistrzostwa Europy       | Göteborg  | 2. miejsce  | 74,50 |
| 2007 | Mistrzostwa świata       | Osaka     | DSQ         | 69,08 |
| 2013 | Mistrzostwa świata       | Moskwa    | 12. miejsce | 71,07 |